# Khalid El Ebrahim
Khalid El Ebrahim (28 de agosto de 1992) é um futebolista profissional kuwaitiano que atua como defensor.

## Carreira
Khalid El Ebrahim representou a Seleção Kuwaitiana de Futebol na Copa da Ásia de 2015.